# جوزيف كولينز (ملاكم)
جوزيف كولينز (بالإنجليزية: Joseph Collins) هو عسكري نيوزيلندي، ولد في 4 يناير 1919، وتوفي في 2 مارس 1984.